# Riera de Cal Sala
La Riera de Cal Sala és un afluent per l'esquerra del Riu Fred que fa tot el seu curs pel terme municipal d'Odèn. De direcció global cap al sud, neix al Prat de Cordes, al vessant oriental del Tossal de Cambrils. Després de passar pel Niu de Gualters i la Llauda i deixar a llevant el Roc Llarg i les masies de Cal Ros i de Cal Rito, travessa la carretera L-401 del Pont d'Espia a Coll de Jou a l'alçada del km 21,4 i tot segit travessa el poble d'El Racó i desguassa al seu col·lector després que els darrers 220 m. del seu curs formin part del PEIN Ribera Salada. D'altra banda, el tram que va del seu naixement fins a la L-401 forma part del PEIN Serres d'Odèn-Port del Comte.
La seva xarxa hidrogràfica, que també transcorre íntegrament pel terme d'Odèn, està constituïda per quatre cursos fluvials la longitud total dels quals suma 3.717 m.